# Хмелень-Великий
Хмелень-Великий (пол. Chmieleń Wielki) — село в Польщі, Мазовецьке воєводство, Пшасниський повіт, гміна
Кшиновлога-Мала. Населення — 99 осіб (2011).

## Назва
- Хмелень (пол. Chmieleń) — історична польська назва[2]
- Хмелень-Великий, або Великий Хмелень (пол. Chmieleń Wielki) — сучасна польська назва на противагу Хмельонку (Малому Хмеленю).
- Хмелен (лат. Chmyelen, 1429; Chmelen, 1432; Chmielen, 1567[3]) — старі латинські і старопольські назви[2].
- Хмелін (порт. Chmielin[4])

## Історія
Розташовувалося у польсько-прусській буферній зоні, на межі володінь Тевтонського ордену і Мазовецького князівства. Входило до складу Цеханівської землі Мазовії (князівства і воєводства).
До 1425 року належало мазовецьким князям. Згодом перейшло у власність шляхти. 
Станом на початкок ХІХ ст. вважалося селом дрібної шляхти.
Після поділів Польщі відійшло Російській імперії.
1915 року, в ході Першої світової війни, було ареною німецько-москальських боїв при Прасниші. 
1919 року перейшло до складу незалежної Польської Республіки.
У 1939—1945 роках, під час Другої світової війни, входило до складу Прасницького повіту Східнопрусської провінції Німецької імперії.
1945 року захоплене радянськими військами, перейшло до складу Польської Республіки.
У 1975—1998 роках, за старим адміністративним поділом, село належало до Остроленцького воєводства.

## Населення
У 1827 році в селі нараховувалося 38 будинків і 212 мешканців.
Демографічна структура станом на 31 березня 2011 року:
|          | Загалом | Допрацездатний вік | Працездатний вік | Постпрацездатний вік |
| -------- | ------- | ------------------ | ---------------- | -------------------- |
| Чоловіки | 50      | 15                 | 32               | 3                    |
| Жінки    | 49      | 13                 | 24               | 12                   |
| Разом    | 99      | 28                 | 56               | 15                   |

## Відомі люди
З села походить шляхетський рід Хмеленських (Chmieleński) гербу Лещиць.
- Ігнатій Хмеленський (1837—1871) — студент Київського університету, один із керівників Січневого повстання (1863).
- Сигізмунд Хмеленський (1835—1863) — учасник Січневого повстання (1863).
- Ян Хмеленський (1797—1848) — російський генерал, батько Ігнатія і Сигізмунда.